# Bò Greyman
Greyman là một giống bò Úc được phát triển ở Queensland vào những năm 1970, đặc biệt phù hợp với môi trường Queensland, bằng cách kết hợp các đặc điểm di truyền nổi bật của cả hai giống Murray Grey và Brahman.
Những gia súc này mang từ 25% đến 75% gene Murray Grey, phần còn lại được tạo thành từ gene bò Brahman. Điều này cho phép các nhà tạo giống có thể lựa chọn hiệu suất tối ưu cụ thể cho vùng và điều kiện môi trường. Vì vậy, bò Greyman có thể được nuôi với tỷ lệ lớn hơn về nội dung Brahman ở đất nước nhiệt đới, hoặc với tỷ lệ gene Murray xám cao hơn cho phù hợp với các bang miền Nam. Những bộ lông kiểu dáng đẹp của giống bò này thay đổi từ màu xám đậm đến bạc, Greyman là những con bò không sừng tự nhiên và có sắc tố da sẫm màu mà có khả nang chống chọi bệnh về da hoặc mắt ở những vùng khí hậu khắc nghiệt.
Bò Greyman cung cấp cho các nhà lai tạo khả năng kháng bệnh tự nhiên, khả năng làm mẹ tốt, hạn hán và khả năng chịu nhiệt và chuyển đổi thức ăn hiệu quả. Chdúng là một trong những giống đã được GeneSTAR thử nghiệm dương tính với việc mang các bản sao của các gen thịt ngon và mềm.
Greymans ban đầu được ghi lại trong xã hội riêng của họ, nhưng Hiệp hội Greyman và Herdbook của nó đã được hấp thụ vào Hiệp hội Gia súc Thịt bò Murray xám vào giữa những năm 1990, như một phần của Sổ đăng ký Tổng hợp Murray Grey. Gần đây, một sổ cá thể bò Greyman riêng biệt đã được thêm vào để cung cấp một hệ thống đăng ký hiệu quả hơn.
Giống Greyman đã thu hút sự quan tâm từ các nhà sản xuất gia súc ở nước ngoài vì chúng là một trong số ít giống của Úc thích nghi với hiệu suất và năng suất tối đa trong mọi điều kiện.